# Herman Ponsteen

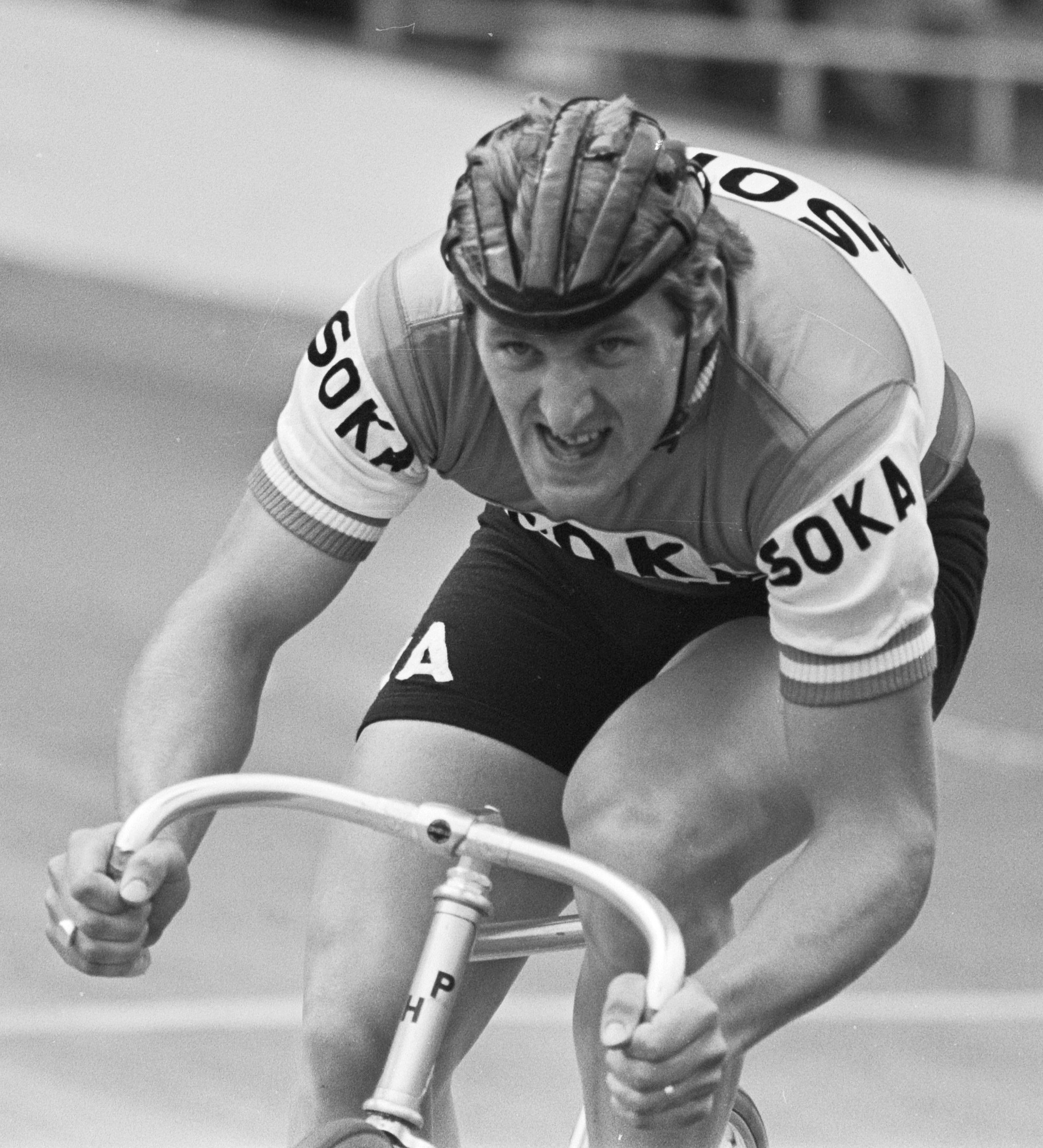
Herman Ponsteen en 1977

Herman Ponsteen (né le 27 mars 1953 à Hellendoorn) est un coureur cycliste néerlandais. Durant sa carrière amateur, il a obtenu trois médailles lors des championnats du monde sur piste de 1973, en poursuite individuelle et par équipes et au kilomètre. Il a également été médaillé d'argent de la poursuite individuelle aux Jeux olympiques de 1976. Devenu professionnel en décembre 1977, il a obtenu deux médailles en poursuite individuelle lors des championnats du monde sur piste de 1979 et 1980.

## Palmarès sur piste

### Jeux olympiques
- Montréal 1976
  -  Médaillé d'argent de la poursuite individuelle

### Championnats du monde
- Saint-Sébastien 1973
  -  Médaillé d'argent de la poursuite individuelle amateurs
  -  Médaillé de bronze du kilomètre amateurs
  -  Médaillé de bronze de la poursuite par équipes amateurs
- Amsterdam 1979
  -  Médaillé de bronze de la poursuite individuelle professionnels
- Besançon 1980
  -  Médaillé d'argent de la poursuite individuelle professionnels

### Championnats nationaux
- Champion des Pays-Bas du kilomètre en 1973, 1974, 1975, 1976
- Champion des Pays-Bas de tandem (avec Rinus Langkruis)
- Champion des Pays-Bas de poursuite amateurs en 1974, 1975, 1976, 1977 et professionnels en 1982
- Champion des Pays-Bas de la course aux points amateurs en 1977 et professionnels en 1980
- Champion des Pays-Bas de scratch en 1980

## Palmarès sur route
- 1977
  - 8eb étape de l'Olympia's Tour